# British Academy Television Award per la miglior attrice
Il British Academy Television Award per la migliore attrice (British Academy Television Award for Best Actress) è un premio annuale nell'ambito del British Academy Television Awards, assegnato dal 1955 ad attrici presenti nell'ambito delle produzioni televisive del Regno Unito. Fino all'edizione del 1969 il premio riguardava la carriera artistica dell'artista, successivamente viene premiata l'interpretazione in uno specifico programma. Dal 2010 la categoria è stata suddivisa tra miglior attrice e miglior attrice non protagonista.

## Vincitori

### 1950-1959
- 1955: - Googie Withers
- 1956: - Virginia McKenna
- 1957: - Rosalie Crutchley
- 1958: - Non assegnato
- 1959: - Gwen Watford

### 1960-1969
- 1960: - Catherine Lacey
- 1961: - Billie Whitelaw
- 1962: - Ruth Dunning
- 1963: - Brenda Bruce
- 1964: - Vivien Merchant
- 1965: - Katharine Blake
- 1966: - Gwen Watford
- 1967: - Vanessa Redgrave
- 1968: - Judi Dench
- 1969: - Wendy Craig per Not in Front of the Children

### 1970-1979
- 1970: - Margaret Tyzack per The First Churchills
  - Sheila Allen per The Confessions of Marian Evans
  - Eileen Atkins per The Letter (episodio della serie TV W. Somerset Maugham), Play of the Month e The Wednesday Play
  - Gwen Watford per A Walk Through the Forest
- 1971: - Annette Crosbie per Le sei mogli di Enrico VIII (The Six Wives of Henry VIII)
  - Glenda Jackson per Howards End (episodio della serie TV Play of the Month)
  - Gemma Jones per The Spoils of Poynton
  - Rosemary Leach per Germinal e The Roads to Freedom
  - Dorothy Tutin per Le sei mogli di Enrico VIII (The Six Wives of Henry VIII)
- 1972: - Patricia Hayes per Edna, the Inebriate Woman
  - Glenda Jackson per Elisabetta Regina (Elizabeth R)
  - Gemma Jones per The Cherry Orchard (episodio della serie TV Play of the Month)
  - Rosemary Leach per Cider with Rosie
- 1973: - Billie Whitelaw per The Sextet
  - Pauline Collins per Su e giù per le scale (Upstairs, Downstairs)
  - Anne Stallybrass per Capitan Onedin (The Onedin Line) e The Strauss Family
- 1974: - Celia Johnson per Play for Today
  - Francesca Annis per A Pin to See the Peepshow
  - Rosemary Leach per Play of the Month
  - Billie Whitelaw per Wessex Tales
- 1975: - Lee Remick per Jennie, Lady Randolph Churchill
  - Judy Cornwell per Cakes and Ale
  - Janet Suzman per Play for Today e Antonio e Cleopatra (Antony and Cleopatra)
  - Dorothy Tutin per South Riding
- 1976: - Annette Crosbie per Edoardo VII principe di Galles (Edward the Seventh)
  - Francesca Annis per Madame Bovary
  - Virginia McKenna per Cheap in August
  - Helen Ryan per Edoardo VII principe di Galles (Edward the Seventh)
- 1977: - Siân Phillips per How Green Was My Valley e Io Claudio imperatore (I, Claudius)
  - Julie Covington per Rock Follies
  - Gemma Jones per La duchessa di Duke Street (The Duchess of Duke Street)
  - Penelope Keith per Private Lives
- 1978: - Penelope Keith per The Norman Conquests
  - Geraldine James per Dummy
  - Jane Lapotaire per Marie Curie e The Return
  - Susan Littler per Spend, Spend, Spend
- 1979: - Francesca Annis per Lillie
  - Peggy Ashcroft per Edward & Mrs. Simpson e Hullabaloo Over Georgie and Bonnie's Pictures
  - Cheryl Campbell per Pennies from Heaven
  - Cynthia Harris per Edward & Mrs. Simpson

### 1980-1989
- 1980: - Cheryl Campbell per Testament of Youth, Malice Aforethought e The Duke of Wellington
  - Judi Dench per On Giant's Shoulders
  - Kate Nelligan per Measure for Measure (episodio della serie TV BBC Television Shakespeare)
  - Beryl Reid per La talpa (Tinker, Tailor, Soldier, Spy)
- 1981: - Peggy Ashcroft per Cream in My Coffee e Caught on a Train
  - Celia Johnson per Staying On
  - Kate Nelligan per Dreams of Leaving, Thérèse Raquin e Forgive Our Foolish Ways
  - Pamela Stephenson per Not the Nine O'Clock News
- 1982: - Judi Dench per Going Gently, A Fine Romance e The Cherry Orchard
  - Claire Bloom per Ritorno a Brideshead (Brideshead Revisited)
  - Celia Johnson per The Potting Shed
  - Diana Quick per Ritorno a Brideshead (Brideshead Revisited)
- 1983: - Beryl Reid per Tutti gli uomini di Smiley (Smiley's People)
  - Jane Asher per A Voyage Round My Father
  - Maureen Lipman per Outside Edge e Rolling Home (episodio della serie TV Objects of Affection)
  - Julie Walters per Boys from the Blackstuff e Say Something Happened
- 1984: - Coral Browne per An Englishman Abroad
  - Blair Brown per Kennedy
  - Judi Dench per Saigon: Year of the Cat
  - Maggie Smith per Mrs. Silly
- 1985: - Peggy Ashcroft per The Jewel in the Crown
  - Geraldine James per The Jewel in the Crown
  - Judy Parfitt per The Jewel in the Crown
  - Susan Wooldridge per The Jewel in the Crown
- 1986: - Claire Bloom per Shadowlands
  - Frances de la Tour per Duet for One
  - Mary Steenburgen per Tender Is the Night
  - Joanne Whalley per Edge of Darkness
- 1987: - Anna Massey per Hotel du Lac (episodio della serie TV Screen Two)
  - Joan Hickson per Morte nel villaggio
  - Wendy Hiller per All Passion Spent
  - Patricia Hodge per Hotel du Lac (episodio della serie TV Screen Two)
  - Alison Steadman per The Singing Detective
  - Julie T. Wallace per The Life and Loves of a She-Devil
- 1988: - Emma Thompson per Fortunes of War e Tutti Frutti
  - Jean Alexander per Coronation Street
  - Joan Hickson per Miss Marple: Nemesis
  - Miranda Richardson per After Pilkington
- 1989: - Thora Hird per Talking Heads: A Cream Cracker Under The Settee
  - Jane Lapotaire per Blind Justice
  - Patricia Routledge per Talking Heads: A Lady of Letters
  - Maggie Smith per Talking Heads: Bed Among the Lentils

### 1990-1999
- 1990: - Diana Rigg per Mother Love
  - Peggy Ashcroft per È stata via (She's Been Away)
  - Judi Dench per Behaving Badly
  - Gwen Taylor per A Bit of a Do
- 1991: - Geraldine McEwan per Oranges Are Not the Only Fruit
  - Emily Aston per Oranges Are Not the Only Fruit
  - Charlotte Coleman per Oranges Are Not the Only Fruit
  - Susannah Harker per House of Cards
- 1992: - Helen Mirren per Prime Suspect
  - Lindsay Duncan per G.B.H.
  - Prunella Scales per A Question of Attribution
  - Zoë Wanamaker per Prime Suspect
- 1993: - Helen Mirren per Prime Suspect
  - Maggie Smith per Screen Two
  - Juliet Stevenson per A Doll's House (episodio della serie TV Performance)
  - Zoë Wanamaker per Love Hurts
- 1994: - Helen Mirren per Prime Suspect
  - Olympia Dukakis per Armistead Maupins Tales of the City
  - Siobhan Redmond per Between the Lines
  - Julie Walters per Wide-Eyed and Legless
- 1995: - Juliet Aubrey per Middlemarch
  - Siobhan Redmond per Between the Lines
  - Geraldine Somerville per Cracker
  - Victoria Wood per Pat and Margaret
- 1996: - Jennifer Ehle per Orgoglio e pregiudizio (Pride and Prejudice)
  - Geraldine James per Band of Gold
  - Helen Mirren per Prime Suspect
  - Juliet Stevenson per The Politician's Wife
- 1997: - Gina McKee per Our Friends in the North
  - Alex Kingston per The Fortunes and Misfortunes of the Famous Moll Flanders
  - Helen Mirren per Prime Suspect
  - Pauline Quirke per The Sculptress
- 1998: - Daniela Nardini per This Life
  - Francesca Annis per Reckless
  - Kathy Burke per Tom Jones
  - Miranda Richardson per A Dance to the Music of Time
- 1999: - Thora Hird per Talking Heads: Waiting For The Telegram
  - Francesca Annis per Reckless
  - Natasha Little per Vanity Fair
  - Joanna Lumley per A Rather English Marriage

### 2000-2009
- 2000: - Thora Hird per Lost for Words
  - Francesca Annis per Wives and Daughters
  - Lindsay Duncan per Shooting the Past
  - Maggie Smith per David Copperfield
- 2001: - Judi Dench per The Last of the Blonde Bombshells
  - Geraldine James per The Sins
  - Amanda Redman per At Home with the Braithwaites
  - Fay Ripley per Cold Feet
  - Alison Steadman per Fat Friends
- 2002: - Julie Walters per My Beautiful Son
  - Lindsay Duncan per Perfect Strangers
  - Sheila Hancock per The Russian Bride
  - Lesley Sharp per Bob & Rose
- 2003: - Julie Walters per Murder
  - Sheila Hancock per Bedtime
  - Jessica Hynes per Tomorrow La Scala!
  - Vanessa Redgrave per Guerra imminente (The Gathering Storm)
- 2004: - Julie Walters per The Canterbury Tales
  - Gina McKee per The Lost Prince
  - Helen Mirren per Prime Suspect
  - Miranda Richardson per The Lost Prince
- 2005: - Anamaria Marinca per Sex Traffic
  - Brenda Blethyn per Belonging
  - Anne-Marie Duff per Shameless
  - Lia Williams per May 33rd
- 2006: - Anna Maxwell Martin per Bleak House
  - Gillian Anderson per Bleak House
  - Lucy Cohu per The Queen's Sister
  - Anne-Marie Duff per Shameless
- 2007: - Victoria Wood per Housewife, 49
  - Anne-Marie Duff per The Virgin Queen
  - Samantha Morton per Longford
  - Ruth Wilson per Jane Eyre
- 2008: - Eileen Atkins per Cranford
  - Judi Dench per Cranford
  - Gina McKee per The Street
  - Kierston Wareing per In questo mondo libero... (It's a Free World...)
- 2009: - Anna Maxwell Martin per Poppy Shakespeare
  - June Brown per EastEnders
  - Maxine Peake per Hancock and Joan
  - Andrea Riseborough per The Long Walk to Finchley

### 2010-2019
- 2010: - Julie Walters per Mo
  - Helena Bonham Carter per Enid
  - Sophie Okonedo per Mrs. Mandela
  - Julie Walters per A Short Stay in Switzerland
- 2011: - Vicky McClure per This Is England '86
  - Anna Maxwell Martin per South Riding
  - Natalie Press per Five Daughters
  - Juliet Stevenson per Accused
- 2012: - Emily Watson per Appropriate Adult
  - Romola Garai per The Crimson Petal and the White
  - Vicky McClure per This Is England '88
  - Nadine Marshall per Random
- 2013: - Sheridan Smith per Mrs Biggs
  - Rebecca Hall per Parade's End
  - Sienna Miller per The Girl - La diva di Hitchcock (The Girl)
  - Anne Reid per Last Tango in Halifax
- 2014: - Olivia Colman per Broadchurch
  - Helena Bonham Carter per Burton & Taylor
  - Kerrie Hayes per The Mill
  - Maxine Peake per The Village
- 2015: - Georgina Campbell per Murdered by My Boyfriend
  - Keeley Hawes per Line of Duty
  - Sarah Lancashire per Happy Valley
  - Sheridan Smith per Cilla
- 2016: - Suranne Jones per Doctor Foster
  - Claire Foy per Wolf Hall
  - Ruth Madeley per Don't Take My Baby
  - Sheridan Smith per The C-Word
- 2017: - Sarah Lancashire per Happy Valley
  - Nikki Amuka-Bird per NW
  - Jodie Comer per Thirteen
  - Claire Foy per The Crown
- 2018: - Molly Windsor per Three Girls
  - Claire Foy per The Crown
  - Sinead Keenan per Little Boy Blue
  - Thandie Newton per Line of Duty
- 2019: - Jodie Comer per Killing Eve
  - Keeley Hawes per Bodyguard
  - Sandra Oh per Killing Eve
  - Ruth Wilson per Mrs Wilson

### 2020-2029
- 2020: - Glenda Jackson per Elizabeth Is Missing
  - Jodie Comer per Killing Eve
  - Suranne Jones per Gentleman Jack
  - Samantha Morton per I Am Kirsty
- 2021: - Michaela Coel per I May Destroy You
  - Jodie Comer per Killing Eve
  - Daisy Edgar-Jones per Normal People
  - Billie Piper per I Hate Suzie
  - Hayley Squires per Adult Material
  - Letitia Wright per Small Axe: Mangrove
- 2022: - Jodie Comer per Help
  - Kate Winslet per Omicidio a Easttown
  - Lydia West per It's a Sin
  - Niamh Algar per Deceit
  - Emily Watson per Too Close
  - Denise Gough per Too Close
- 2023: - Kate Winslet per I Am...
  - Sarah Lancashire per Julia
  - Vicky McClure per Without Sin
  - Maxine Peake per Anne
  - Billie Piper per I Hate Suzie Too
  - Imelda Staunton per The Crown